# Ela Bhatt
Ela Ramesh Bhatt (Ahmedabad, 7 settembre 1933 – Ahmedabad, 2 novembre 2022) è stata un'attivista indiana.
Fondò la Self-Employed Women's Association of India (SEWA) nel 1972 e ne fu segretaria generale fino al 1996. Fu cancelliera del Gujarat Vidyapith dal 7 marzo 2015 al 19 ottobre 2022. Avvocata di formazione, prese parte ai movimenti operai internazionali, alle lotte sindacali, femministe e della microfinanza. Per il suo attivismo ricevette numerosi premi nazionali e internazionali, tra cui il Ramon Magsaysay Award (1977), il Right Livelihood Award (1984) e il Padma Bhushan (1986).

## Biografia

### Infanzia e studi
Figlia dell'avvocato Sumantrai Bhatt e della femminista Vanalila Vyas, Ela Bhatt trascorse l'infanzia a Surat insieme alle due sorelle, dove frequentò la Sarvajanik Girls High School dal 1940 al 1948 per poi conseguire la laurea in lingua inglese presso il MTB College nel 1952. Nel 1954 si laureò in Legge presso il L. A. Shah Law College di Ahmedabad e le fu conferita la medaglia d'oro per il suo lavoro sulla legge indù.

### Carriera
Dopo aver insegnato inglese alla SNDT Women's University di Mumbai, nel 1955 fu assunta nell'ufficio legale della Textile Labour Association (TLA) di Ahmedabad, il più antico sindacato indiano per i lavoratori tessili.
Dopo aver lavorato per qualche tempo con il governo del Gujarat, nel 1968 fu chiamata a dirigere la sezione femminile della TLA. Studiò per tre mesi presso l'Istituto afro-asiatico del lavoro e delle cooperative di Tel Aviv, dove conseguì il Diploma internazionale del lavoro e delle cooperative nel 1971. Bhatt sapeva che migliaia di lavoratrici tessili lavorassero altrove per integrare il reddito familiare, ma le leggi statali proteggevano solo le lavoratrici dipendenti e non quelle autonome.
Con la collaborazione di Arvind Buch, allora presidente della TLA, si impegnò a organizzare le lavoratrici autonome in un sindacato sotto gli auspici della divisione femminile della TLA. Nel 1972 fu fondata la Self-Employed Women's Association (SEWA). Buch ne divenne presidente e lei segretaria generale fino al 1996.
Il 18 luglio 2007 Nelson Mandela, Graça Machel e Desmond Tutu convocarono a Johannesburg Ela Bhatt e altri leader mondiali per contribuire con la loro saggezza e integrità ad affrontare alcuni dei problemi più difficili del mondo. Venne così costituito il gruppo Global Elders, con Kofi Annan presidente e Gro Harlem Brundtland vicepresidente. I Global Elders affrontarono a livello globale questioni come il conflitto israelo-palestinese, la divisione della penisola coreana, la questione del Sudan e del Sud Sudan, lo sviluppo sostenibile e la parità di genere. Bhatt si attivò particolarmente su quest'ultimo punto, nonché sulla questione delle spose bambine. Nel febbraio 2012 si recò nel Bihar, in India, con Desmond Tutu, Gro Harlem Brundtland e Mary Robinson per visionare il progetto Jagriti volto a prevenire i matrimoni precoci e per invitare le istituzioni ad affrontare il problema.
Convinta gandhiana e sostenitrice della nonviolenza, Bhatt viaggiò in Medio Oriente con le delegazioni dei Global Elders nell'agosto 2009 e nell'ottobre 2010. Dopo la visita a Gaza affermò che la lotta non violenta contro l'ingiustizia richiede "più duro lavoro che combattere" e che "sono i codardi a usare le armi".

## Vita privata
Nel 1956 sposò Ramesh Bhatt dal quale ebbe due figlie. Visse ad Ahmedabad fino alla sua morte avvenuta il 2 novembre 2022.

## Premi e riconoscimenti
Bhatt ricevette tre dottorati honoris causa in Humane Letters dall'Università di Harvard, dalla Georgetown University e dall'Université libre de Bruxelles.
Venne insignita del Padma Shri dal governo indiano nel 1985 e del Padma Bhushan nel 1986. Ricevette il Ramon Magsaysay Award per la leadership comunitaria nel 1977, il Right Livelihood Award nel 1984 e la medaglia Radcliffe per la sua lotta alla parità di genere nel 2011.
Nel novembre 2011 venne selezionata per il Premio Indira Gandhi per la pace, per il disarmo e per lo sviluppo grazie ai successi ottenuti nell'emancipazione delle donne attraverso l'imprenditoria di base.
Nel giugno 2012 il segretario di Stato statunitense Hillary Clinton la definì una delle sue "eroine".

## Opere
- Ela R. Bhatt, We are poor but so many : the story of self-employed women in India, Oxford University Press, 2006, ISBN 978-0-19-534696-1, OCLC 65190321.
- Ela R. Bhatt, Anubandh : building hundred-mile communities, First edition, 2015-08, ISBN 978-81-7229-675-9, OCLC 973019483.